# Kanton Longny-au-Perche
Der Kanton Longny-au-Perche war von 1790 bis 2015 ein französischer Wahlkreis im Arrondissement Mortagne-au-Perche, im Département Orne und in der Region Basse-Normandie; sein Hauptort war Longny-au-Perche. Der Kanton war 223,30 km² groß und hatte (1999) 3.961 Einwohner, was einer Bevölkerungsdichte von 18 Einwohnern pro km² entsprach. Er lag im Mittel auf 202 Meter über dem Meeresspiegel, zwischen 136 m in Saint-Victor-de-Réno und 286 m in La Lande-sur-Eure. 

## Gemeinden
Der Kanton bestand aus 13 Gemeinden:
| Gemeinde             | Einwohner Jahr | Fläche km² | Bevölkerungsdichte | Code INSEE | Postleitzahl |
| -------------------- | -------------- | ---------- | ------------------ | ---------- | ------------ |
| Bizou                | 116 (2013)     | –          | – Einw./km²        | 61046      | 61290        |
| L’Hôme-Chamondot     | 264 (2013)     | –          | – Einw./km²        | 61206      | 61290        |
| La Lande-sur-Eure    | 173 (2013)     | –          | – Einw./km²        | 61220      | 61290        |
| Longny les Villages  | 3.128 (2013)   | –          | – Einw./km²        | 61230      | 61290        |
| Le Mage              | 244 (2013)     | –          | – Einw./km²        | 61242      | 61290        |
| Malétable            | 100 (2013)     | –          | – Einw./km²        | 61247      | 61290        |
| Marchainville        | 220 (2013)     | –          | – Einw./km²        | 61250      | 61290        |
| Les Menus            | 194 (2013)     | –          | – Einw./km²        | 61274      | 61290        |
| Monceaux-au-Perche   | 77 (2013)      | –          | – Einw./km²        | 61280      | 61290        |
| Moulicent            | 288 (2013)     | –          | – Einw./km²        | 61296      | 61290        |
| Neuilly-sur-Eure     | 642 (2013)     | –          | – Einw./km²        | 61305      | 61290        |
| Le Pas-Saint-l’Homer | 143 (2013)     | –          | – Einw./km²        | 61323      | 61290        |
| Saint-Victor-de-Réno | 183 (2013)     | –          | – Einw./km²        | 61458      | 61290        |

## Bevölkerungsentwicklung
| 1962 | 1968 | 1975 | 1982 | 1990 | 1999 | 2006 |
| ---- | ---- | ---- | ---- | ---- | ---- | ---- |
| 4003 | 4354 | 4047 | 4008 | 3827 | 3961 | 4105 |